# فرانتس کونرات (افسر اس‌اس)

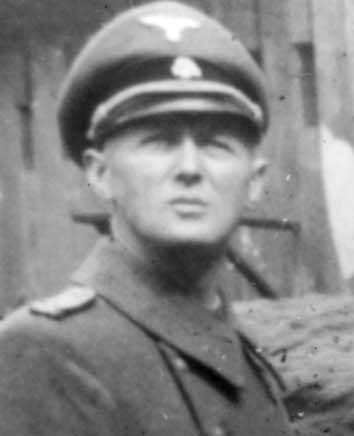
فرانتس کونارد، افسر اتریشی رایش سوم - ۱۹۴۳

فرانتس کونارد (به آلمانی: Franz Konrad) یک افسر اتریشی در دوره رایش سوم و از فرماندهان میدانی اس‌اس با درجهٔ هاوپت‌اشتورمفورر بود. او در سرکوب خیزش گتوی ورشو نقش داشت و عکس‌هایی تاریخی از سرکوب یهودیان در گتوی ورشو را در گزارش موسوم به اشتروپ ثبت کرد. وی پس از جنگ جهانی دوم دستگیر شد و در ۲۱ مارس ۱۹۴۷ در یک دادگاه نظامی که در داخائو تشکیل شده‌بود، به جرم شرکت فعال در سرکوب یهودیان و به‌فروش رساندن اموال زندانیان، به همراه فرمانده‌اش یورگن اشتروپ به مرگ محکوم شد و در ۶ مارس ۱۹۵۲ با طناب دار اعدام شد.

## جُستارهای وابسته
- گزارش اشتروپ